# Marphysa mortenseni
Marphysa mortenseni är en ringmaskart som beskrevs av Monro 1928. Marphysa mortenseni ingår i släktet Marphysa och familjen Eunicidae. Inga underarter finns listade i Catalogue of Life.